# Roclincourt Valley Cemetery
Le Roclincourt Valley Cemetery  est un cimetière militaire de la Première Guerre mondiale, situé sur le territoire de la commune de Roclincourt, dans le département du Pas-de-Calais, au nord d'Arras. Trois autres cimetières britanniques sont implantés sur le territoire de cette commune : le Arras Road Cemetery, le Highland Cemetery (Roclincourt) et le Roclincourt Military Cemetery.

## Localisation
Ce cimetière est situé en pleine campagne à 2 km au nord-est du village.

## Histoire

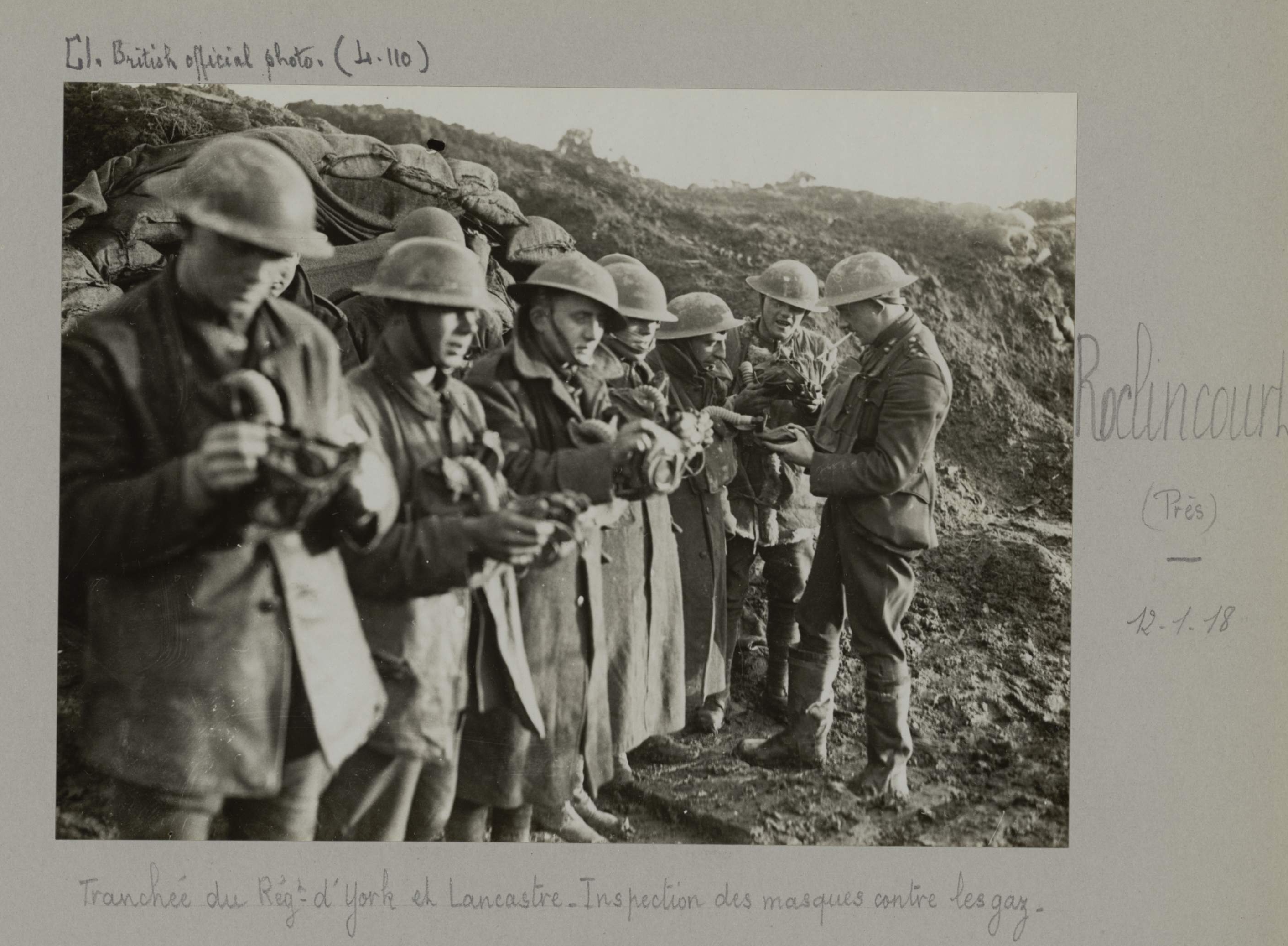
Soldats britanniques inspectant leur masque contre les gaz dans une tranchée à Roclincourt en janvier 1918.

Le village de Roclincourt se trouvait juste sur la ligne de front en 1917. Le 9 avril 1917, premier jour de la bataille d'Arras, les troupes du Commonwealth attaquèrent le secteur. C'est à cette date que fut créé le Roclincourt Military Cemetery  pour inhumer les victimes des combats. Il fut utilisé jusqu'au mois d'août suivant où il contenait les tombes de 94 soldats, dont 40 appartenaient à la51e Division.
Après l'Armistice, des tombes provenant de cimetières militaires provisoires des environs ont été ajoutées.
Ce cimetière  contient 548 sépultures du Commonwealth de la Première Guerre mondiale, dont 83 ne sont pas identifiées

## Caractéristiques
Ce vaste cimetière a un plan trapézoïdal, entouré et entièrement clos par un muret de moellons.
Il a été conçu par l'architecte britannique Reginald Blomfield.

## Sépultures
| Pays             | Sépultures |
| ---------------- | ---------- |
| Royaume-Uni      | 523        |
| Canada           | 1          |
| Afrique du Sud   | 22         |
| Nouvelle-Zélande | 22         |
| Total            | 548        |

## Galerie

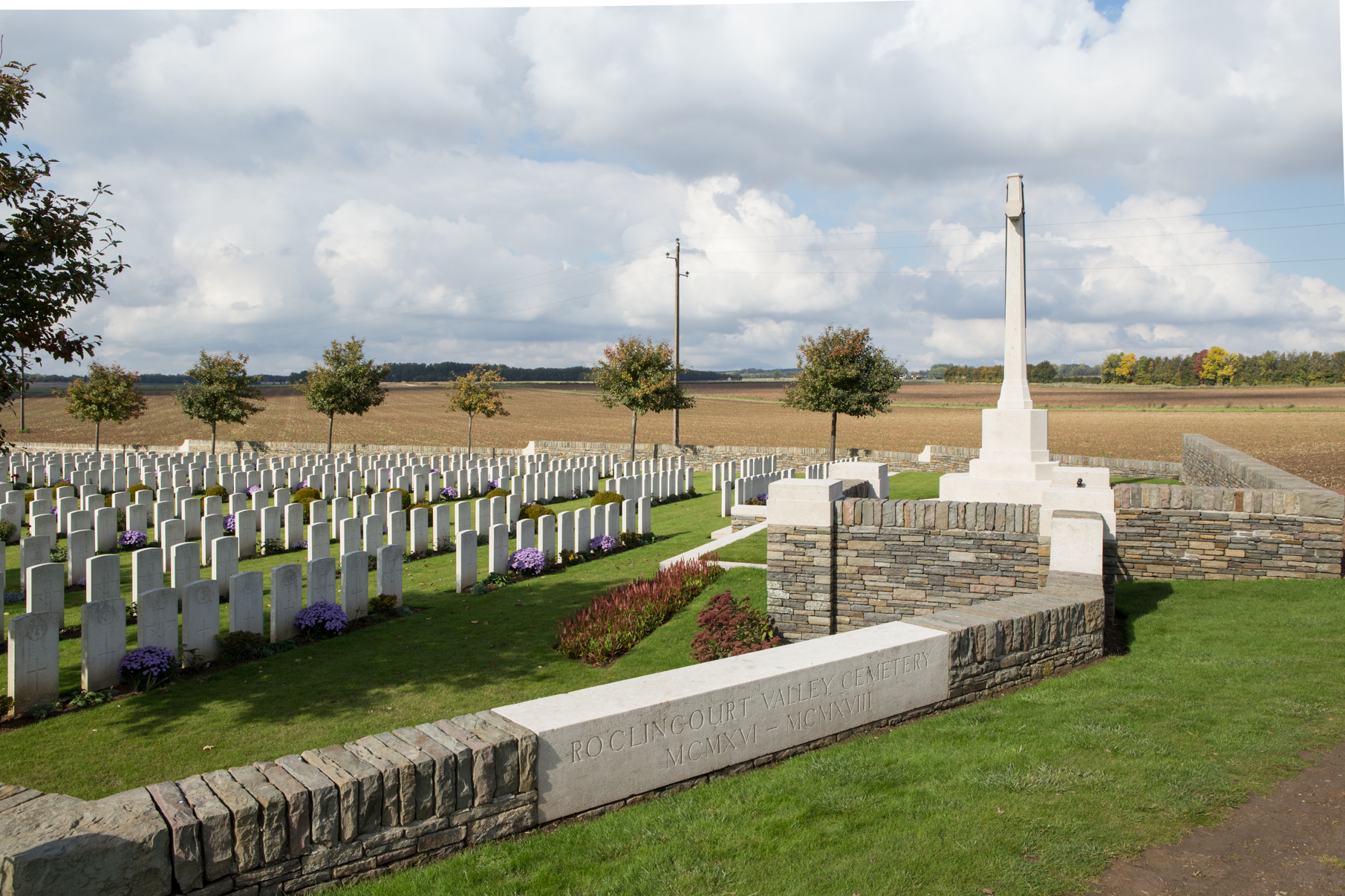
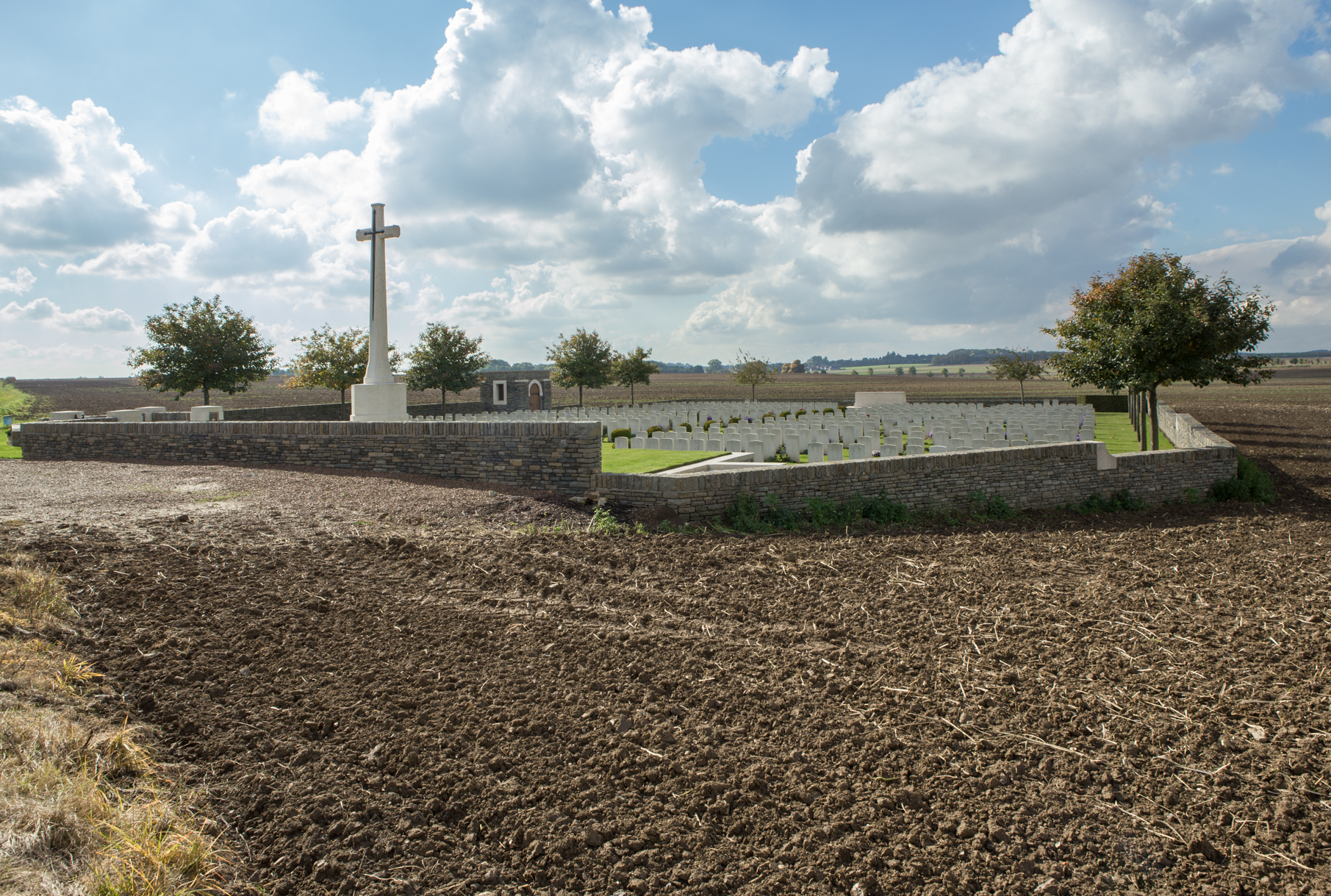
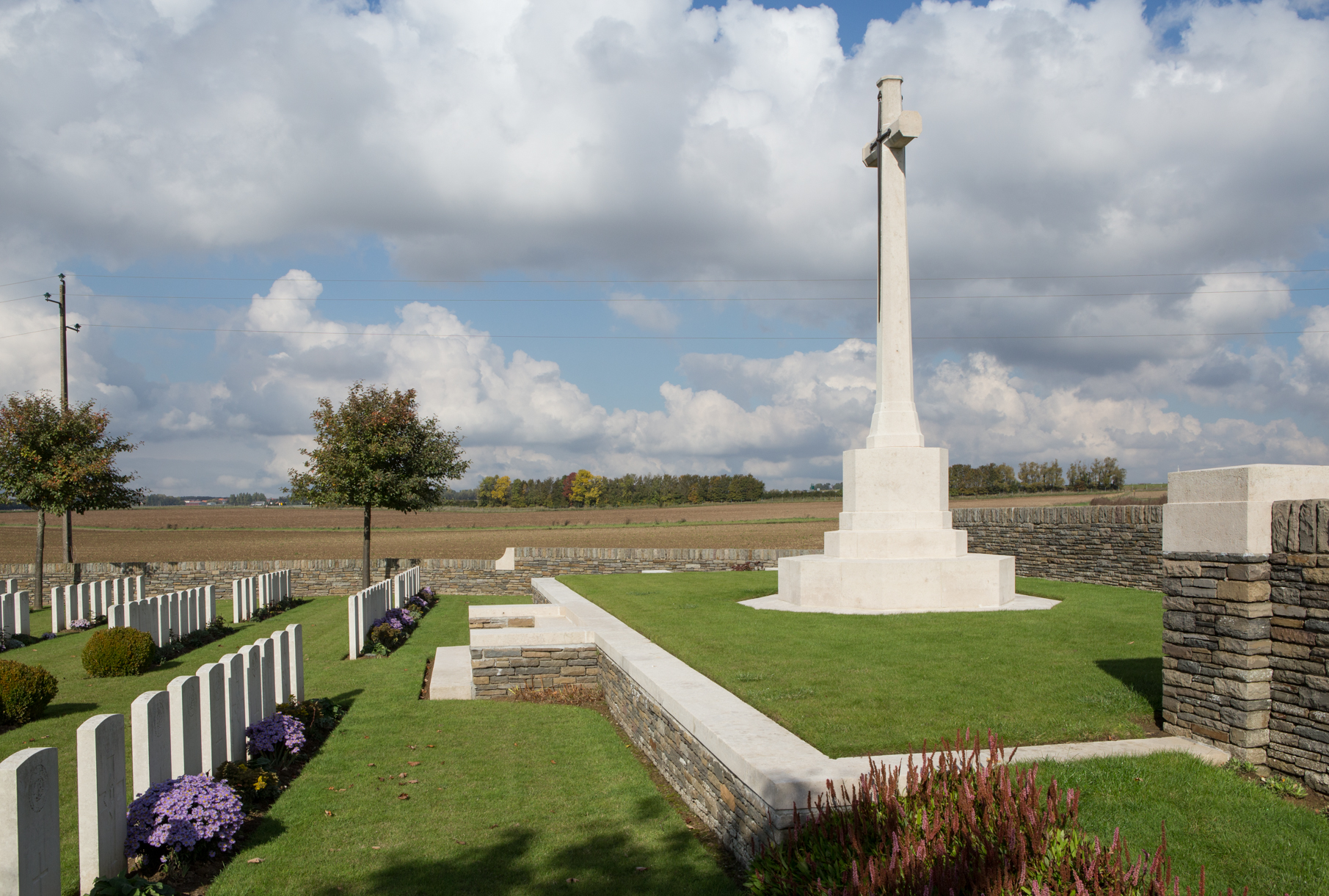
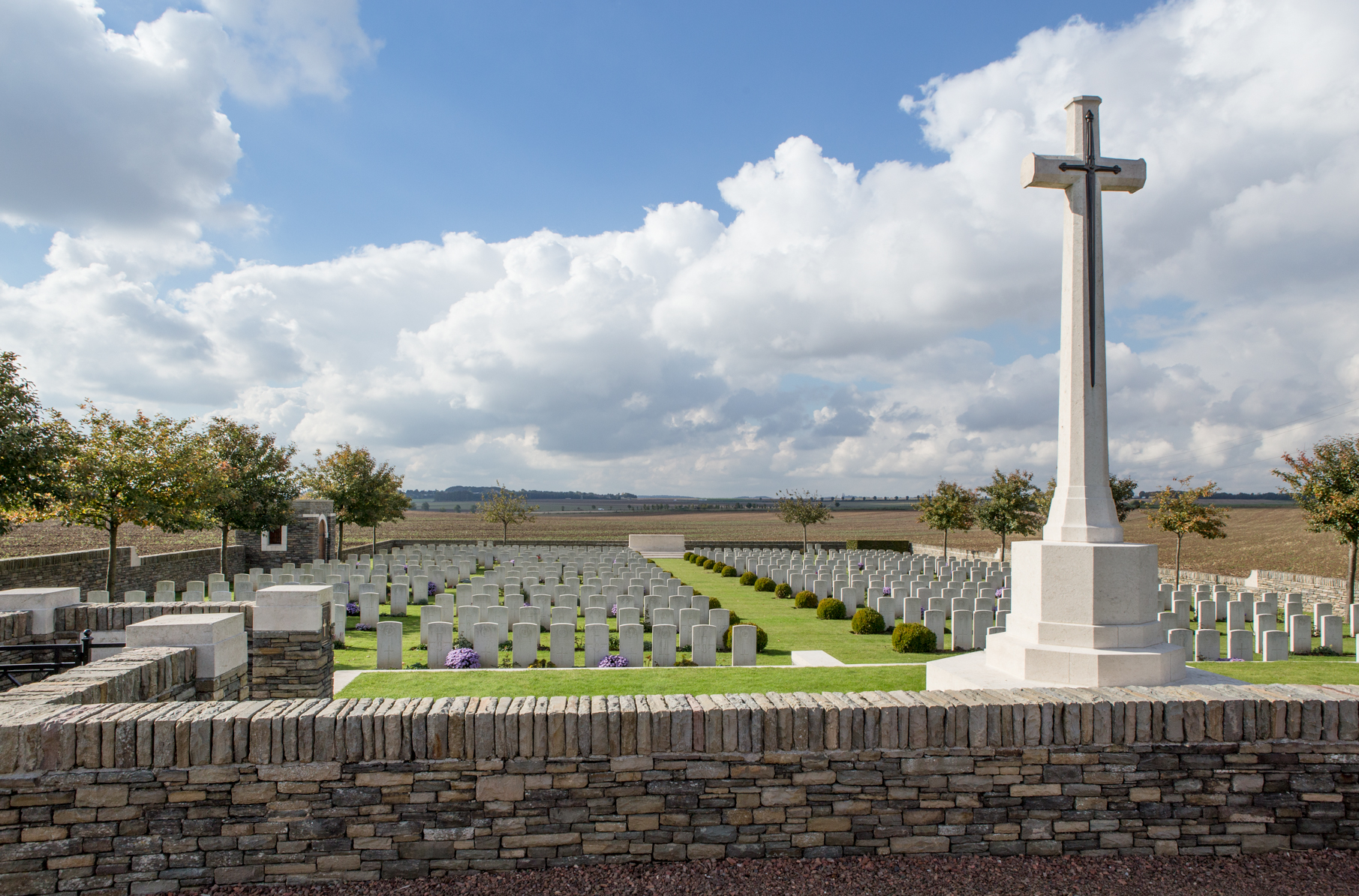
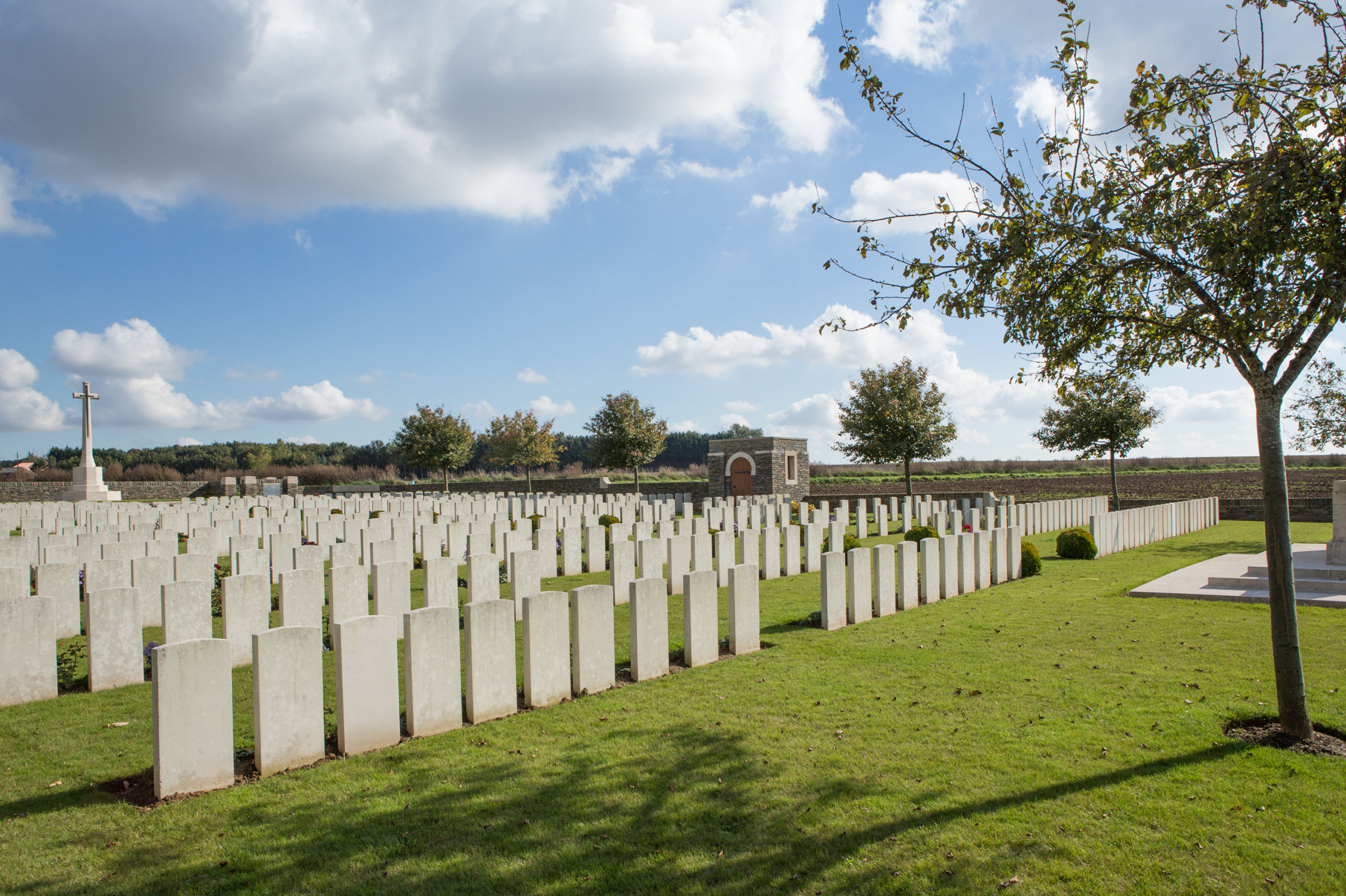
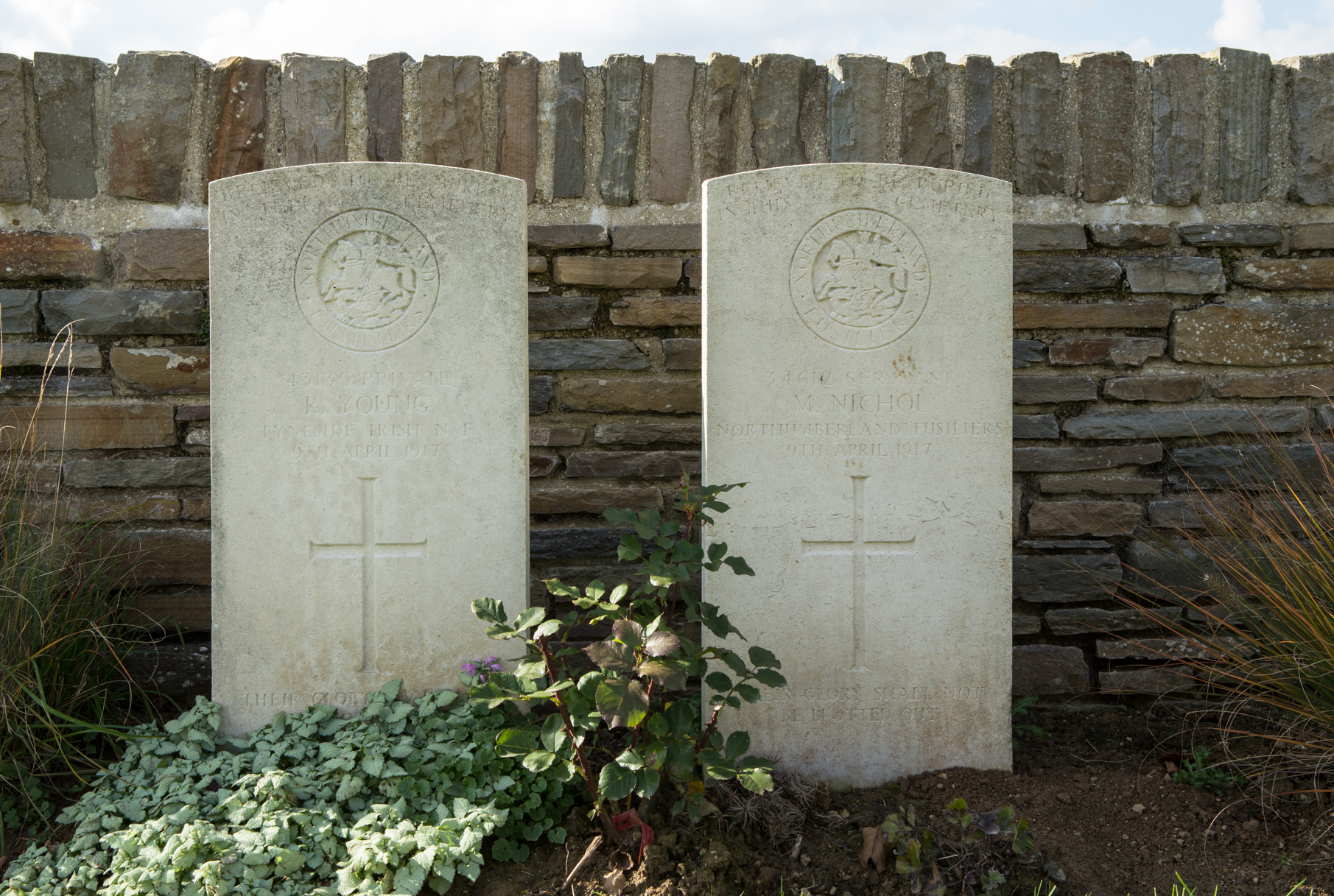
Tombes de soldats tombés le 9 avril 1917, premier jour de la Bataille d'Arras.

## Pour approfondir